# Vermell, blanc i sang blava
Vermell, blanc i sang blava (títol original en anglès, Red, White & Royal Blue) és una pel·lícula de comèdia romàntica estatunidenca del 2023 dirigida per Matthew Lopez, en el seu debut com a director de llargmetratges, i coescrita amb el guió de Ted Malawer. Basada en la novel·la homònima del 2019 de Casey McQuiston, la pel·lícula és protagonitzada per Taylor Zakhar Perez i Nicholas Galitzine i representa l'enamorament entre el fill de la presidenta dels Estats Units i el príncep britànic, respectivament. Uma Thurman, Stephen Fry, Sarah Shahi, Rachel Hilson i Ellie Bamber també apareixen en papers secundaris. S'ha subtitulat al català.
El 2019, Amazon Studios va anunciar el desenvolupament de la pel·lícula amb Greg Berlanti com a productor. Lopez va ser anunciat com a director i coguionista amb Malawer el 2021. Els anuncis de càsting van començar el juny de 2022 amb Zakhar Perez, Galitzine i Thurman anunciats per interpretar els seus respectius papers. La major part del repartiment restant es va anunciar el mes següent. El rodatge principal va tenir lloc a Anglaterra entre juny i agost de 2022.
Vermell, blanc i sang blava es va estrenar a l'BFI IMAX de Londres el 22 de juliol de 2023 i es va estrenar a Amazon Prime Video l'11 d'agost del mateix any.